# Trichogramma ingricum
Trichogramma ingricum är en stekelart som beskrevs av Sorokina 1984. Trichogramma ingricum ingår i släktet Trichogramma och familjen hårstrimsteklar. Inga underarter finns listade i Catalogue of Life.